# 趙旭升
趙旭升，洛阳师范学院生命科学学院副院长，中国国务院特殊津贴专家，曾获中国国家科技进步二等奖。
2003年4月，赵旭升前往新疆若羌县，2007年4月赵旭升在新疆生产建设兵团农二师36团建立了枣树科研站，2014年6月，洛阳师范学院创建了枣科学研究应用中心，赵旭升成为该中心首任主任，通过分子设计育种，赵旭升团队解决了枣树品种更新换代等重大问题，使枣树在中国的适栽区域再向北扩展，还在沙漠、戈壁、盐碱地、粘土地等不同的立地条件上实现了枣树的成功建园。